# おとめ座59番星
おとめ座59番星 (59 Virginis) は、おとめ座の領域にあり、太陽系から約57光年の位置にあるG型主系列星で5等星。
年齢1億～5億1000万歳程度の若い恒星とされていたが、その後、「準恒星質量の天体が主星に落ち込んだ結果、活動と自転のレベルが高まったことによって年齢が若く計算されていた」とする説が出され、2010年代後半には誕生から25億年前後と考えられている。
2013年9月、ハワイのすばる望遠鏡による観測により、主星から44天文単位（約66億km）離れた軌道に、木星の4倍程度の質量を持つ木星型惑星おとめ座59番星bが存在するという研究結果が発表された。しかし2017年には追観測の結果から、巨大惑星ではなく、30 - 40木星質量の褐色矮星であるとする研究結果が発表されている。